# José Alcántara Fernández
José Alcántara Fernández (Ferrol, 5 de diciembre de 1884-Marín, 2 de febrero de 1963) fue un empresario y político español.

## Trayectoria
Cursó estudios de Intendente Mercantil. Pasó temporadas en Montpellier, Francia y Kent, Reino Unido, perfeccionando los idiomas.
Fue agente de aduanas y consignatario de buques; presidente del consejo de Administración de J. Alcántara S.A.; consejero fundador de la Compañía General de Carbones S.A. y de la Vidriera Gallega, en Rande.
Al terminar la dictadura de Primo de Rivera, fue elegido alcalde de Marín en abril de 1930, militando en la Organización Republicana Gallega Autónoma (ORGA), hasta las elecciones municipales de abril de 1931.
Con la sublevación del 18 de julio de 1936, fue nombrado nuevamente alcalde de Marín, cesando en 1938. Fue también diputado provincial.

## Vida personal
Se casó con Adela Rocafort Lloret y fue padre de:
- Julia Alcántara Rocafort (1912-2002), regidora central de la Sección Femenina con Pilar Primo de Rivera.
- José Manuel Alcántara Rocafort (1915-2011), ingeniero naval y diplomado en Economía, alcalde de Ferrol de 1950 a 1953[3] y fundador del Colegio de Ingenieros Navales.
- Juan Alcántara Rocafort (1925-2012), ingeniero industrial, presidente de la Cámara de Comercio de Pontevedra.
- María del Carmen Alcántara Rocafort (1928-2020), casada con Manuel Carrascal Queimadelos.[4]